# Alice in Wonderland (videogioco 2000)
Alice in Wonderland è un videogioco a piattaforme sviluppato dalla Digital Eclipse Software e pubblicato dalla Nintendo per Game Boy Color. È stato pubblicato in America del Nord il 4 ottobre 2000. Il videogioco segue la trama del film d'animazione Alice nel Paese delle Meraviglie.

## Modalità di gioco

Immagine di gioco